# پیر عادل
پیر عادل (به انگلیسی: Pir Adil) یک روستا در پاکستان است که در ناحیه دیره غازی خان واقع شده‌است. پیر عادل ۱۱۹ متر بالاتر از سطح دریا واقع شده‌است.